# Suore della misericordia di Alma
Le Suore della Misericordia di Alma (in inglese Religious Sisters of Mercy of Alma) sono un istituto religioso femminile di diritto pontificio: le suore di questa congregazione pospongono al loro nome la sigla R.S.M.

## Storia
La congregazione, che riconosce come fondatrice Catherine McAuley, sorse a opera di 16 religiose della diocesi di Grand Rapids che nel 1973, con il permesso della congregazione romana dei Religiosi e degli Istituti secolari, si staccarono dalla provincia di Detroit dell'unione delle suore della misericordia degli Stati Uniti d'America e diedero inizio a un istituto autonomo.

## Attività e diffusione
Le suore si dedicano a vari tipi di attività in campo educativo, assistenziale e sociale.
Oltre che negli Stati Uniti d'America, le suore sono presenti in Australia, Germania, Italia e Regno Unito; la sede generalizia è ad Alma, in Michigan.
Alla fine del 2011 la congregazione contava 78 religiose in 15 case.